# Kanarek Tweety

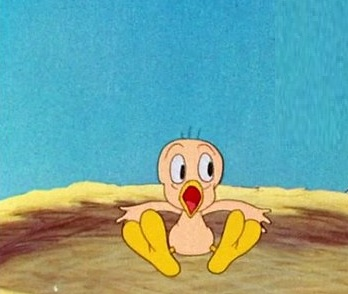
Kanarek Tweety

Tweety (ang. Tweety Bird lub Tweetie Pie, w polskim czasopiśmie „Królik Bugs” otrzymał imię Ptasiek Ćwirek) – mały, słodki i żółty kanarek, który pojawił się po raz pierwszy w kreskówce Opowieść o dwóch kotach (A Tale of Two Kitties, 1942) z serii Zwariowane melodie.
Za każdym razem, gdy spotyka kota, powtarza: „Zdawało mi się, ze widziałem kotecka. Dobze mi się zdawało. Widziałem kotecka” (ang. I tawt I taw a putty tat. I did! I did! I did taw a putty tat), co stanowi jego znak rozpoznawczy. Tweety i kot Sylwester, który pojawił się po raz pierwszy w kreskówce Życie lekkie jak piórko (Life with Feathers, 1945), po raz pierwszy wystąpili wspólnie w kreskówce Łakomy kąsek (Tweetie Pie, 1947). Tweety pojawił się w 48 kreskówkach z serii Zwariowane melodie.
W wersji polskiej głosu Tweety'ego użyczały:
- Jolanta Wilk (w jednym odcinku Przygód Animków)
- Mirosława Nyckowska (1992)
- Lucyna Malec (oficjalny głos, od 1993)
- Małgorzata Puzio (Bajka o dwóch kotkach (1997), Widziałem kotecka (1997), Looney Tunes znowu w akcji (2003), Ostatni głodomór (2005))